# Lensidede
Lensidede of Lessé Dédé is een Surinaams dorp op een eiland in de Lawarivier op de grens van Suriname en Frans-Guyana. Hier wonen wayana-inheemsen; het dorpshoofd is lid van de Vereniging Inheemse Dorpshoofden Suriname.
Lensidede is gesticht door Wayana-chef Kanailu, die het dorp Kawemhakan verliet na een conflict met granman Anapaike over de invloed die de missie van baptisten had op het leven van de Wayana's. Lensidede is uniek onder Wayana-dorpen omdat het in het door Aluku (Marrons) bewoonde gebied ligt.
Affivisiti · Agaigoni · Ajokojokondre · Akani Pata · Aloepi 1 & 2 · Alopi · Antino · Antonio do Brinco · Apetina · Benanoe · Benzdorp · Clementi · Cottica · Draai · Drietabbetje · Gakaba · Godo-olo · Godoro · Granbori · Herminadorp · Intelewa · Kampoe · Kawemhakan · Koemakapan · Kontina · Lensidede · Maboga · Maisa Kampu · Manlobi · Moitaki · Monpoesoe · Nikie · Paloemeu · Peleloe Tepoe · Peruano · Poeketi · Poeloegoedoe · Ronaldo · Sajé · Tjon Tjon · Tutu Kampu · Wanfinga · Wehejok